# Diana Rigg
Dame Enid Diana Elizabeth Rigg (sinh ngày 20 tháng 7 năm 1938 - mất ngày 10 tháng 9 năm 2020), là một nữ diễn viên người Anh. Bà được biết đến nhiều nhất với vai diễn Emma Peel trong series phim truyền hình The Avengers (1965-68) và Olenna Tyrell trong Trò chơi vương quyền (2013-17). Bà cũng có một sự nghiệp rộng lớn trên sân khấu, bao gồm việc đóng vai chính trong Medea, cả ở London và New York, mà bà đã giành giải Tony năm 1994 cho Nữ diễn viên xuất sắc nhất. Bà đã được phong làm CBE vào năm 1988 và Dame vào năm 1994 cho những đóng góp trong nền kịch nghệ.
Rigg tham gia diễn xuất chuyên nghiệp lần đầu vào năm 1957 trong The Caucasian Chalk Circle, và gia nhập Royal Shakespeare Company năm 1959. Bà đã ra mắt Broadway trong tác phẩm năm 1971 Abelard & Heloise. Các vai diễn chính của bà gồm có Helene trong A Midsummer Night's Dream (1968); nữ bá tước Teresa di Vicenzo, vợ của James Bond, trong On Her Majesty's Secret Service (1969); Lady Holiday trong The Great Muppet Caper (1981); và Arlena Marshall trong Evil Under the Sun (1982). Bà đã giành được Giải thưởng truyền hình BAFTA cho Nữ diễn viên xuất sắc nhất cho loạt phim mini của BBC Mother Love và Giải Emmy với vai diễn Mrs. Danvers trong năm phiên bản viết lại 1997 có tựa Rebecca. Các vai diễn truyền hình khác của bà bao gồm You, Me and the Apocalypse (2015), Detectorists (2015), và Doctor Who The Crimson Horror (2013) đối diện với con gái, Rachael Stirling.

## Tiểu sử
Rigg sinh ở Doncaster, lúc đó nằm trong West Riding of Yorkshire, nay ở South Yorkshire, vào năm 1938, cha là Louis Rigg (1903–1968) mẹ là Beryl Hilda (née Helliwell; 1908–1981); cha bà là một kỹ sư đường sắt đã được sinh ra ở Yorkshire. Rigg sống ở Bikaner, Ấn Độ trong 8 năm 2 tháng, nơi cha bà được tuyển dụng làm giám đốc điều hành đường sắt.